# MY CAROL
『MY CAROL』（マイ キャロル）は、藤井フミヤのカバー・アルバム。2003年3月26日に、ソニー・ミュージックアソシエイテッドレコーズから発売された。

## 概要
フミヤが青春時代に拝聴していたバンド、キャロルのカバー・アルバム。2003年4月19日日比谷野外音楽堂で開催されるフミヤのライブ「CAROL」ライブチケット先行予約案内が封入。

## 収録曲
全作詞：大倉洋一（7・9作詞：矢沢永吉），全作曲：矢沢永吉，全編曲：屋敷豪太
1. 彼女は彼のもの
2. ルイジアンナ
3. 憎いあの娘
4. コーヒー・ショップの女の娘
5. ヘイ・タクシー
6. やりきれない気持
7. 涙のテディ・ボーイ
8. 恋の救急車
9. 夏の終り
10. 0時5分の最終列車
11. 愛の叫び
12. 二人だけ